# FK Čadca
FK Čadca – słowacki klub piłkarski założony w 1921 roku z siedzibą w Czadcy. Swoje mecze rozgrywa na Štadiónie Čadca o pojemności 10 000 widzów. W sezonie 2022/2023 klub gra w czwartej lidze.
W klubie grali m.in. Marián Jarabica i Rastislav Michalík.